# Napojnica
Napojnica određeni je iznos novca kojeg kupac dobrovoljno doda na cijenu za određenu uslugu kao izraz zadovoljstva. Poznato je da su općenito primjerice konobarske ili frizerske plaće male, i da su napojnice značajan dio dohotka tih djelatnika. Obično je to dodatak plaćanja usluge u restoranu, frizerskim salonu, ili taksiju.
Napojnica u Hrvatskoj u restoranima nije obavezna, ali većina gostiju ili kupaca iznos zaokružuje na sljedeći okrugli iznos ili od 3 do 5 posto na iznos računa u ugostiteljskim objektima. Taksistima se zaokružuje cijena na puni iznos i dobro je dodati nekoliko kuna.
Visina napojnica je od oko 5% (koliko se daje se primjerice Njemačkoj, Kini, Austriji, Španjolskoj, Češkoj,i Francuskoj) dok se primjerice u Mađarskoj (zaokruži na 10, 15 ili 20% od ukupnog računa), a SAD-u (15 ili 20%).
U nekim državama kao primjerice u Japanu, Singapuru i Koreji nije pristojno ostavljati napojnicu. Umjesto toga očekuje se poklončić ili "Thank you" kartica. 
U Italiji, Rumunjskoj, Belgiji ili Švicarskoj napojnica već uključena u cijenu te nije potrebno ostavljati nikakve dodatke.

## Oporezivanje napojnice u Hrvatskoj
U Hrvatskoj se napojnice kao i brojnim drugim državama dobivene i evidentirane kroz plaćanje kreditnom karticom plaća - porez. Po Poreznom pravu radi se o "dohotku od nesamostalnog rada i zbog toga se oporezuju".

## Napojnica u nekim drugim jezicima
- Njemački Trinkgeld (trinken= piti,Geld' = novac)
- Engleski  tip  ili  gratuit
- Francuski  pourboire  ( zaliti'= za,' 'Boire' piće)
- Talijanski  Mancia
- Španjolski  Propina  (iz latinskog pojma 'propinare' = dati piće)
- Poljski  napiwek

## Vanjske poveznice
- Turist plus  Arhivirana inačica izvorne stranice od 6. ožujka 2016. (Wayback Machine)